# Militaire dictatuur
Een militaire dictatuur is een dictatoriaal bewind, waarbij de politieke macht van het land bij hoge militairen berust. Er is een militaire regering geïnstalleerd, waarin politieke leiders zitting kunnen hebben, die benoemd zijn en worden gecontroleerd door de militairen.
In Latijns-Amerika spreekt men van een (militaire) junta. Deze benaming wordt bij uitbreiding ook gebruikt voor bijvoorbeeld het voormalige kolonelsregime in Griekenland en het militaire bestuur van Myanmar.
Voorbeelden van militaire regimes:
- Argentijnse militaire dictatuur: 1976-1983, onder achtereenvolgens Jorge Videla, Roberto Viola, Leopoldo Galtieri en Reynaldo Bignone.
- Birma/Myanmar: 1962-2011, onder achtereenvolgens Ne Win, Saw Maung en Than Shwe, 2015-heden.
- Brazilië: 1930-1945, onder Getúlio Vargas, 1964-1984, onder achtereenvolgens Humberto Castello Branco, Athur de Costa e Silva, Emílio Garrastazu Médici en Ernesto Geisel.
- Chili: 1973-1990, onder Augusto Pinochet.
- Griekenland: 1967 - 1974, Kolonelsregime onder Georgios Papadopoulos en Dimitrios Ioannidis.
- Guatemala: 1966-1982, onder meer onder Julio César Méndez Montenegro.
- Indonesië: 1965-1998, onder Soeharto.
- Grote Libisch-Arabische Socialistische Volks-Jamahiriyah (Libië): 1969-2011, onder Moammar al-Qadhafi.
- Pakistan: 1977-1988, onder Mohammed Zia-ul-Haq.
- Thailand: 2006-2008, onder generaal Surayud Chulanont
- Spaanse Staat (Spanje): 1936-1975, onder Francisco Franco.
- Somalië: 1969-1991, onder Generaal-Majoor Siad Barre.
- Sergeantencoup (Suriname): 1980-1988, onder Desi Bouterse.
- Turkije: 1960-1966, onder Cemal Gürsel en Cevdet Sunay, 1971-1980, onder İhsan Sabri Çağlayangil en Fahri Korutürk, 1980-1989, onder Kenan Evren.